# Laura Nunnink
Laura Nunnink, född den 26 januari 1995 i Eindhoven, är en nederländsk landhockeyspelare.

## Karriär
Laura Nunnink ingick i det nederländska landhockeylag som tog guld vid OS 2020 och OS 2024.